# Østbyen
Østbyen, literalment «(a) l'est de la ciutat», és un districte (en noruec bokmål: bydelene) de la ciutat de Trondheim, comtat de Sør-Trøndelag, Noruega. Els altres districtes són Lerkendal, Heimdal i Midtbyen. Va ser creat per decret l'1 de gener de 2005 i està compost pels barris de Møllenberg, Nedre Elvehavn, Rosenborg, Lade, Strindheim, Tyholt, Jakobsli, Ranheim y Vikåsen.
Alguns punts d'interès són la torre de Tyholt, l'església de Strindheim, el centre comercial de Lade i la platja de Korsvika. El districte alberga l'Østbyen Helsehus, un hospital, i oficines del NAV.